# CXCR7
CXCR7, también conocido como RDC1, pertenece a un subgrupo de receptores de quimioquinas CXC las cuales son parte de una gran familia de proteínas receptoras acopladas a proteínas G (GPCR ). CXCR7 se une con gran afinidad a CXCL12 / SDF -1 y CXCL11. / I- TAC , que tienen como función regular el tráfico y la activación de los leucocitos. También es un co-receptor para la entrada del virus de la inmunodeficiencia humana (VIH).
La unión del ligando a CXCR7 induce la proliferación y migración de neuronas inmaduras, células de glía y sus precursores. La expresión de CXCR7 se produce en una amplia variedad de tejidos y células, incluyendo monocitos, células B, células T y células dendríticas maduras. 
Anteriormente se pensaba que esta proteína era un receptor para el péptido intestinal vasoactivo (VIP) y se consideraba un receptor huérfano.
Los receptores de quimiocinas son un tipo específico de receptores inmunes. Estos receptores y sus ligandos asociados están a menudo presentes en un grado más elevado en procesos cancerígenos y enfermedades autoinmunes, como la artritis reumatoide. A diferencia de la mayoría de otros receptores de quimioquinas CXC, CXCR7 carece de la estructura supersecundaria proteica específica DRYLAIV , por lo que falla para movilizar Ca2+ intracelular de los almacenamientos o fuentes extracelulares después del acoplamiento ligando, que es el sello de la activación del receptor de quimioquinas.
Muchas quimiocinas presentan efectos contrapuestos dependiendo del tipo celular sobre el que actúan (tumoral, inflamatorio/ inmunitario, endotelial), su estado funcional y otras interacciones moleculares.

## Estructura

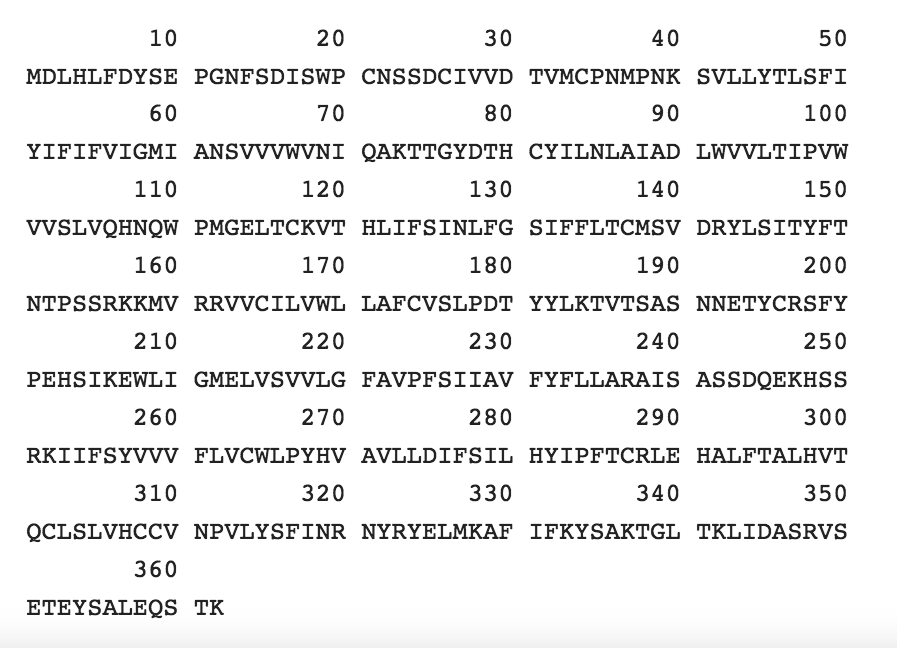
Secuencia de aminoácidos de la CXCR7.

La proteína CXCR7 es una proteína integral de membrana multipaso compuesta por 362 aminoácidos y con un peso molecular de 41493 Da, perteneciente a la familia de receptores acoplados a proteína G, con un punto isoeléctrico de 7,52.
Está formada por dos subunidades proteicas iguales (homodímero) que puede formar heterodímeros con el receptor CXCR4, lo cual podría estar relacionado con la activación de la señal de los CXCR4. Este receptor proteico presenta un extremo N terminal corto y ácido, siete dominios transmembrana helicoidales de 21 aminoácidos cada uno (excepto el último que es de un total de 23 aminoácidos), situados en posición 41-61, 82-102, 119-139, 163-183, 214-234, 253-273, 297-319, con tres bucles hidrofílicos intracelulares y tres bucles hidrofílicos extracelulares, y un dominio C-terminal intracelular de 39 aminoácidos (324-362), que contiene residuos de serina y treonina, los cuales pueden ser fosforilados. Este extremo C-terminal, desempeña un papel clave en el tráfico correcto a la membrana celular, el reclutamiento de β-arrestina, la ubiquitinación y en las funciones de señalización. Se ha demostrado que el receptor CXCR7 se internaliza y se recicla de nuevo a la superficie celular después de la exposición de su antagonista, como por ejemplo el CCX771, y que la internalización de éste primero no está mediada únicamente por la β-arrestina sino que también depende de los residuos de serina y treonina presentes en el extremo C -terminal del receptor. Además, estos residuos de serina y treonina y los residuos de lisina, también presentes en la cola citoplasmática C-terminal, son esenciales para el reclutamiento de β-arrestina y ubiquitinación, respectivamente. Por otro lado, la molécula presenta algunos residuos de cisteína dentro de la secuencia primaria que estabilizan la estructura terciaria a través de enlaces disulfuro intermoleculares. Además, esta proteína presenta tres sitios de glucosilación de la molécula, localizados en los aminoácidos de asparagina situados en posición 13, 22 y 39, y tres residuos de fósforo unidos a las serinas (fosfoserina), en posición 347, 350 y 355, como resultado de las modificaciones post-traduccionales de la proteína. Tambían contiene tres residuos de fósforos en los aminoácidos metionina (328), lisina (337) y (362).
Experimentalmente se han descrito dos cambios importantes de las propiedades biológicas de este receptor debido al cambio de dos de sus aminoácidos. Estos cambios son: S(145)A, cambio de serina por alanina y T(147)V, cambio de treonina por valina. Estas mutaciones impiden la quimiotaxis inducida de CXCL12, la movilización del calcio o la activación de ERK, y no tiene efecto sobre la degradación mediada de CXCL12 y CXCR7, cuando se asocia con V-147, en el caso del cambio por alanina, y cuando se asocia con V-145, en el caso del cambio por valina.

## Localización
El gen CXCR7 se encuentra en el locus 2q37.3. Mediante experimentos realizados en ratones, se encontró que la CXCR7 se produce abundantemente durante el desarrollo embrionario, pero su expresión es transitoria. Esto fue detectado en células del hígado fetal (E11 y E13). Diversos estudios revelaron que muchas células transformadas estudiadas (por ejemplo, células MCF-7 de cáncer de mama, carcinoma cervical HeLa y linfoma BCL1) eran abundantemente positivos para la expresión de la proteína CXCR7. Esta conclusión fue evidente cuando la expresión CXCR7 se evaluó mediante varias técnicas como el flujo de tinción de citometría con el anti-CXCR7 y por análisis de transferencia de CXCR7 mRNA niveles. En contraste, se observó poca o ninguna expresión de CXCR7 en tejidos de ratón adulto no transformadas. Esto sugiere que CXCR7 puede ser regulada de manera postraduccional y que esta proteína de membrana se expresa con frecuencia en células transformadas pero no en células normales.
A nivel celular podemos observar la proteína CXCR7 en: 
- La membrana plasmática: en sus dominios transmembrana.
- La región perinuclear.
- En los endosomas tempranos y por consiguiente en las vesículas de reciclaje. En dichas vesículas, es la beta-arrestina la encargada de mediar el transporte hasta la membrana.

## Función
El papel fisiológico de la CXCR7 en el organismo es controvertido. En consecuencia a la no activación de receptores acoplados a la transducción de señales de la proteína G, la CXCR7 se une con alta afinidad a SDF-1 (CXCL12) y a un segundo tipo de quimioquinas, el interferón inducible de células T α quimioatrayente (I-TAC , también conocida como CXCL11).
La CXCR7 está asociada a la membrana y se expresa en muchas líneas celulares tumorales, en las células endoteliales activadas y en células de hígado fetal, además de algunos otros tipos de células. A diferencia de muchos otros receptores de quimiocinas, la activación de CXCR7 no causa la movilización de Ca2+. Sin embargo , la expresión de CXCR7 proporciona células con ventajas de crecimiento y de supervivencia, así como el aumento de las propiedades de adhesión. 
En cuanto a la expresión de los receptores de esta quimiocina, CXCR7, se ha detectado que éste se expresa en monocitos, basófilos, linfocitos B, células endoteliales de la vena umbilical (HUVEC) y células B-linfoblastoides humanas. Además se ha comprobado que la expresión de este receptor es más baja en presencia de linfocitos T CD4+ y en células progenitoras normales CD34+, y mucho más alta en presencia de varias líneas celulares malignas mieloides.
La expresión y la función de CXCR4 ya eran conocidas, pero la función de CXCR7 en leucocitos ha sido muy discutida. Los datos presentados demuestran que ambos receptores se expresan en monocitos de sangre periférica, aunque CXCR7 es fundamentalmente intracelular. Inhibidores específicos de ambos receptores, CXCR4 y CXCR7, tienen un efecto bloqueador parcial de la migración de monocitos.

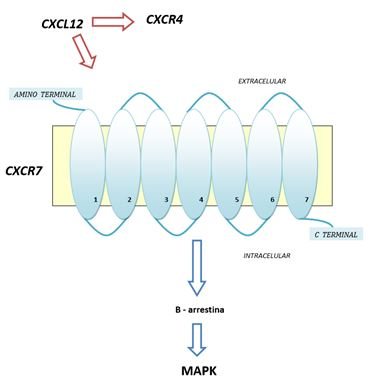
Relación entre CXCL12 y CXCR7. En amarillo la membrana lipídica y en azul los 7 dominios transmembrana.

La actividad específica de CXCR7 también podría ser importante para el ajuste de la movilidad de las células hematopoyéticas en la médula ósea y órganos linfoides.
Por lo tanto, si hacemos un resumen de las principales funciones que en la actualidad han podido ser demostradas tenemos:
- Filtrar el señal que reciben las células en migración para evitar que otros receptores como CXCR4 se saturen, y por ejemplo, pueda dar resultado a tumores. Específicamente sería muy útil durante el desarrollo neuronal las células deben recibir información continua sobre su localización, CXCR4 y CXCR7 serían el <<GPS>> de las células.[7]
- En consecuencia, modular las funciones de CXCR4.
- Regular la supervivencia y la adhesión celular.
- Mediar la quimiotaxis de células T.
- Regula la degradación de ligandos de quimiocinas señalizando las vías hacías los lisosomas. En algunas ocasiones CXCR7 hace una función "señuelo" en cuanto a la unión entre CXCL12 y CXCR4, impidiendo que se unan y reduciendo así sus niveles.

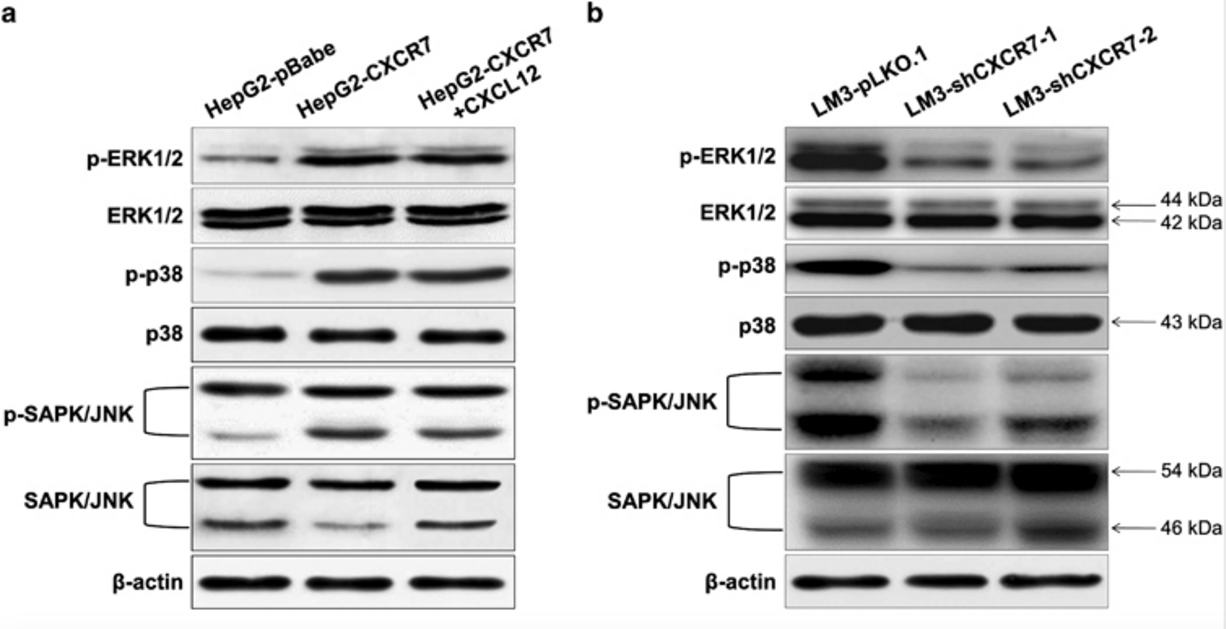
CXCR7 estimula la activación de la vía MAPK. (a) Sobreexpresión de CXCR7 aumenta la fosforilación de las proteínas de la vía MAPK (b) Inhibición del CXCR7 reduce la fosforilación de las proteínas de la MAPK.

- CXCR7 estimula la activación de la vía MAPK. (a) Sobreexpresión de CXCR7 aumenta la fosforilación de las proteínas de la vía MAPK (b) Inhibición del CXCR7 reduce la fosforilación de las proteínas de la MAPK.[8] Estudios recientes han demostrado que la CXCR7 podría estar directamente relacionada con la regulación de la señal de activación de la vía MAPK, ruta de transducción de señal de células de eucariotas. Mediante un experimento se demostró que la sobreexpresión del receptor CXCR7 llevaba a una mejora en la fosforilación de ERK 1/2, proteína que se activa al final de la vía MAPK capaz de regular los procesos de división celular, y las p38, familia de proteínas activadas por mitogenos; aunque no en las SAPK/JNK. No obstante, los niveles de fosforilación permanecen constantes en las células hepáticas G2 aunque se produzca una sobreexpresión de CXCR7. Por otra parte, el bloqueo de la expresión del receptor CXCR7 en células LM3, reduce la fosforilación intensa de las proteínas de la vía MAPK tales como la ERK 1/2 en Th202/Tyr204, la p38 en Thr180/Tyr182 y SAPK/JNK en Thr183/Thr185. Como hemos visto, por sí sola, la CXCR7 es capaz de regular la vía de señalización MAPK antes nombrada, pero también puede realizar una heterodimerización junto con CXCR4 para regular esta vía (junto con la beta-arrestina). Aun así, la necesidad de β-arrestina para la vía de señalización es el motivo por el cual se nombra a CXCR7 un receptor atípico, ya que los demás siguen un mismo patrón de activación de heterodímeros de proteínas G.[8]

### Relación entre CXCR7 y CXCL12 (SDF-1α)
Una de las quimioquinas más estudiada es el estroma de células derivadas del factor 1 alfa (SDF-1α), también llamada CXCL12. Esta quimiocina fue descrita originalmente como un producto secretado por la médula ósea celular estromal. 

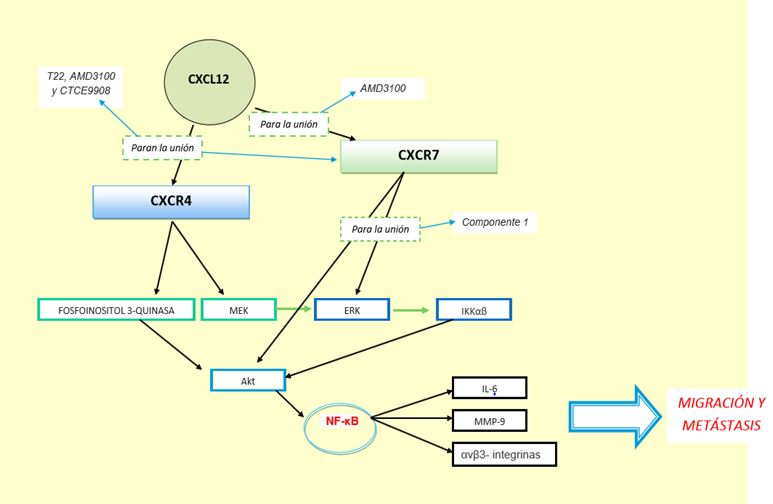
Esquema gráfico de la relación de CXCL12 con CXCR7/CXCR4 y la migración celular

A partir del splicing de zonas alternativas de RNA mensajero salen tres isoformas:  SDF-1α, SDF-1β y SDF-1γ. 
La isoforma SDF-1β se expresa por las células endoteliales de los microvasos cerebrales y podría estar implicada en la infiltración cerebral de los leucocitos portadores de CXCR4. Mientras, las neuronas sintetizan SDF 1α y la mayoría de los estudios se centran en ella. Esta quimiocina de 67 aminoácidos, más recientemente llamado CXCL12, se creía la primera en actuar en un solo receptor, el CXCR4. Recientemente se ha encontrado que un segundo receptor es otro objetivo de CXCL12: el CXCR7.
A diferencia de CXCR4, el acoplamiento de CXCR7 a proteínas G primeramente no se pudo demostrar, y se creía que CXCR7 estaba solamente involucrado en el secuestro de ligandos. Sin embargo, un estudio reciente muestra que no solamente sí que existe la unión entre CXCL12 y CXCR7, sino que además esta afinidad es 10 veces mayor que con CXCR4. Algunos de ellos han conseguido determinar los parámetros para la ecuación de Michaelis -Mendel mediante el establecimiento de km valor igual a la constante de disociación (Kd = 0,32 nM32 ) de CXCL12 con CXCR7 y Vmax ( 6,49 e- 19 mol / s ). Dichos parámetros se calcularon mediante la resolución de la anterior ecuación de Michaelis-Mendel usando los valores de V ( 6,38 e- 20 mol / s ) y C ( 2,18 e- 18 mol / m3) obtenidos a partir de experimentos de absorción realizados en placas de cultivo.
La unión entre CXCL12 y CXCR7 activa las MAP quinasas  a través de la beta-arrestina; proteínas asociadas a factores mitógenos, es decir, factores que estimulan el ciclo celular y factores de migración celular.
Un estudio en enero de 2014 trató la relación entre CXCR7 y la relación vascular con CXCL12. Cuando CXCR7 se expresa en células endoteliales, da acceso inmediato a CXCL12, regulando sus niveles en sangre. Nuevos estudios se basan en crear inhibidores de CXCR7, con el fin de bloquear CXCL12 y frenar la migración celular con fines terapéuticos.
El hallazgo de que CXCR7 neutraliza específicamente CXCL12 sugiere una función crítica del receptor en la modulación de la actividad de la expresión de CXCR4 en el desarrollo y formación de tumor.

### Relación entre CXCR7 y CXCL11 (I-TAC)
CXCL11 es una pequeña citoquina que pertenece a la familia de las quimiocinas CXC que también se le llama interferón-inducible de células T alfa quimioatrayente (I-TAC) e interferón-gamma-inducible proteína 9 (IP-9).
Es altamente expresada en leucocitos de sangre periférica, el páncreas y el hígado, con niveles moderados en el timo, el bazo y los niveles de pulmón y de baja expresión estaban en el intestino delgado, placenta y próstata. La expresión génica de CXCL11 está fuertemente inducida por IFN-γ y IFN-β, y débilmente inducida por IFN-α.
En estudios recientes se han observado resultados que apoyan firmemente la hipótesis de que la CXCL11 / vía CXCR7 está involucrado en la progresión de los carcinomas.
Inmunohistoquímica (IHC) confirmó que tanto CXCL11 y CXCR7 eran mucho más altos en tejidos de cáncer. Además, la tinción IHC reveló que la proteína CXCR7 solamente se expresó en células endoteliales mientras que CXCL11 exhibió una expresión tisular mucho más amplia. A nivel celular se observó que las células endoteliales microvasculares humanas (HMEC-1) que en condiciones de micro-entorno tumoral, la expresión de CXCR7 y transcripciones de CXCL11 se disparan aumentando su presencia en el entorno celular debido a una presencia de IFN en el medio muy alta.

## Evaluación de la expresión de CXCR7 en inmunohistoquímica

### En ratones
Para determinar qué células expresan la proteína CXCR7 en órganos de ratón sanos, se realizó inmunohistoquímica (IHC) usando métodos convencionales. Se utilizó CXCR7 mAb 11G8 porque otros anticuerpos CXCR7 no funcionan o no son específicos en IHC. Como 11G8 es un mAb de ratón y por lo tanto requiere la detección con un anticuerpo secundario IgG anti-ratón, se analizaron ratones inmunodeficientes con el fin de evitar la detección de IgG endógena. De todos los tejidos analizados, sólo el bazo estaba manchada consistentemente por 11G8.
Análisis de proteínas CXCR7 en el bazo del ratón por inmunohistoquímica convencional (IHC). Dada la expresión de mRNA en el corazón, riñón y pulmón del ratón, la falta de tinción por IHC CXCR7
convencional era notable. Para determinar si los tejidos sanos expresan niveles de proteína CXCR7 demasiado baja para ser detectada por métodos IHC convencionales, se realizó un procedimiento de IHC sensible incluyendo la recuperación de antígenos y la amplificación de señales basado en tiramida. La comparación directa de los dos métodos confirmó la sensibilidad superior del método sensible en tejidos de ratón normales. Algunos tejidos se tiñen fácilmente por contener altos niveles de CXCR7. Utilizando el método de IHC sensible, no se detectó tinción 11G8 en órganos de ratón sanos. En el corazón, 11G8 tiñe las células endoteliales que recubren las aurículas, válvulas y algunos vasos coronarios; en los pulmones, 11G8 tiñe las células endoteliales que recubren un subconjunto de las vénulas; en el riñón, tiñe los túbulos medulares y papilares y un subconjunto de los túbulos corticales. 11G8 no mancha el hígado de ratón ni el endotelio linfático, lo que significa ausencia de proteína CXCR7.

### En humanos
En las células humanas los resultados obtenidos de las pruebas utilizando métodos IHC son muy similares a los ratones. El uso de métodos IHC convencionales en varios tejidos humanos sanos, solamente tiñeron las células endoteliales esplénicas, como se observó con los ratones. Utilizando el método de IHC sensible, 11G8 tiñó la vénula del endotelio en muchos de los órganos analizados. En las arteriolas, 11G8 generalmente tiñó las células musculares lisas vasculares, pero no las células endoteliales. 11G8 también tiñó las células endoteliales sinusoidales en el bazo y los ganglios linfáticos pero no en la médula ósea o el hígado, y se tiñeron las células endoteliales que recubren el corazón y sus válvulas, pero no grandes arterias o venas. 

## CXCR7 y el cáncer
El sistema de quimioquinas tiene un papel clave en la tumorigénesis y metástasis. Cuando CXCL12 se une con CXCR7 o CXCR4 puede activarse el fosfoinositol 3-quinasa, Akt-nuclear factor-κB (NF-κB) y MEK-ERK-IκB quinasa αβ (IKKαβ). Todas estas vías regulan tanto la proliferación/supervivencia como la migración y la metástasis de algunos tumores.
El causante principal de la metástasis y migración celular en algún tipo de tumores como los sarcomas, es la Interleuquina 6, MMP-9 y ανβ3 integrinas. Dichos componentes se ven inducidos por la anterior nombrada NF-kB, activada por la unión de CXCL12 con CXCR7 o CXCR4. Para impedir dicha unión existen factores como T22, AMD3100 y CTCE9908 que bloquean la unión entre CXCR4 y CXCL12 y moduladores alostéricos de refuerzo negativo como el componente 1, que fosforilan Akt o ERK para disminuir su actividad.
Existen controversias y nuevos estudios en lo que se refiere al posible tratamiento, ya que algunos estudios recientes han probado que un alto nivel de CXCR4 muestra una mayor probabilidad de metástasis, pero en lo que se refiere a CXCR7 se cree que en sí misma, es un modulador alostérico negativo de CXCR4, es decir, CXCR7 podría impedir la unión entre CXCR4 y CXCL12 impidiendo así la migración celular. En lo que coinciden la mayoría de los estudios es que altos niveles de ambas podrían ser una forma de detección precoz de procesos cancerígenos. (Por ejemplo, en la detección del cáncer de estómago).
Por otra parte algunos estudios han demostrado que la expresión de CXCR7 impide el crecimiento tumoral in vivo en modelos animales, lo que ha provocado la validación de este nuevo receptor como un objetivo para el desarrollo de nuevas terapias contra el cáncer. 
En procesos de metástasis las células tumorales adquieren ventajas de la expresión de quimiocinas y receptores alterando su microambiente, estimulando la angiogénesis y evadiendo la respuesta inmune, facilitando así la progresión tumoral.

## Perspectivas de futuro: nuevos estudios
Según un estudio publicado en Developmental Cell, investigadores de la Universidad de Carolina del Norte (EE. UU.) han descubierto una relación entre la proteína CXCR7 y la adrenomedulina. La eliminación de CXCR7 permite a la adrenomedulina funcionar sin control, desencadenando el desarrollo de un corazón agrandado y el crecimiento excesivo de los vasos linfáticos.
En el año 2007, varios grupos de biólogos comenzaron a bloquear el gen CXCR7 en roedores con el objetivo de entender su función. Dado que el gen CXCR7 se activa en los linfocitos, los investigadores supusieron que los roedores presentarían defectos en sus células B y T, lo cual resultaría en un sistema inmunológico insuficiente. Sin embargo, los investigadores descubrieron que los roedores mutados presentaban graves defectos en el corazón y valvulares y murieron al poco de nacer.
Esta investigación sugiere que esta relación es importante porque CXCR7 se ha convertido en un gran candidato para los desarrolladores de fármacos antitumorales.